# 鲁道夫·洛赫纳
鲁道夫·洛赫纳（德語：Rudolf Lochner，1953年3月29日—），德国男子雪车运动员。他曾代表德国参加1992年和1994年冬季奥林匹克运动会雪车比赛，其中1992年冬季奥运会获得一枚银牌。